# خرگوش و سیب
خرگوش و سیب با نامِ اصلیِ کیسهٔ سیب (روسی: Мешок яблок) نام یک کارتون روسی است که در سال ۱۹۷۴ میلادی منتشر شد.
داستان این کارتون دربارهٔ خرگوشی خوش قلب و مهربان است که جهت جمع‌آوری آذوقه برای خانواده‌اش به جنگل می‌رود و در آنجا، با گرگی بدجنس و کلاغی خبرچین، روبرو می‌شود و ماجراهایی برایش رخ می‌دهد.
این کارتون در دههٔ ۶۰ خورشیدی از برنامهٔ کودک و نوجوان تلویزیون پخش شده است.

## سایر عوامل فیلم

### طراح تولید
- ولادیمیر آربیکف

### اَنیماتورها
- دمیتری آنپیلوف
- آناتولی آبارینف
- الکساندر داویدف
- ایوسیف کورویان
- ایوان داویدف
- فئودور اِلدینا
- اولگ کامارف
- نیکلاس دالز
- ویکتور لیخاچف
- اولگا اورلووا
- تاتیانا پامرانتسوا

### صداگذاری
- ولادیمیر کوتوزف